# Michael Wolgemut
Michael Wolgemut (též Wohlgemuth; 1434, Norimberk – 30. listopadu 1519, Norimberk) byl německý malíř a grafik, v jehož dílně se učil i Albrecht Dürer.

## Život
Wolgemut se vyučil u svého otce Valentina Wolgemuta (zemřel 1469 nebo 1470) a jako asistent Hanse Pleydenwurffa v Norimberku. V roce 1471 pracoval v Mnichově u Gabriela Malesskircheranda. Neúspěšně se soudil s jeho dcerou pro porušení závazku zasnoubení a poté se vrátil do rodinné dílny v Norimberku, kterou mezitím po otcově smrti vedla matka. Roku 1472 se oženil s vdovou Hanse Pleydenwurffa a převzal jeho dílnu. Jeho nevlastní syn, Wilhelm Pleydenwurff, zde pracoval jako asistent a později Wolgemutův partner, ale zemřel roku 1494, kdy mu ještě nebylo 40 let. Wolgemutova žena Barbara zemřela roku 1500 a jejich manželství zůstalo bezdětné. Se svou druhou ženou Christinou († 1550) měl Wolgemut děti, ale není o nich nic známo.

Význam Wolgemuta nespočívá pouze v jeho vlastním díle, ale zejména ve velkém rozsahu činnosti dílny, kterou vedl a množství tovaryšů, které zaměstnával. Vznikaly zde složité vyřezávané retábly se skupinami postav ve vysokém reliéfu, zdobené zlacením a malbou a rozměrné oltářní obrazy. Jedním z jeho zákazníků byl saský kurfiřt Fridrich III. Moudrý. Albrecht Dürer u něj absolvoval školení v letech 1486-89. Katolická encyklopedie uvádí, že přítelem Wolgemuta a jedním z jeho řezbářů byl Veit Stoss. Během posledních deseti let života již Wolgemut maloval málo. Zemřel ve vysokém věku 85 let roku 1519.

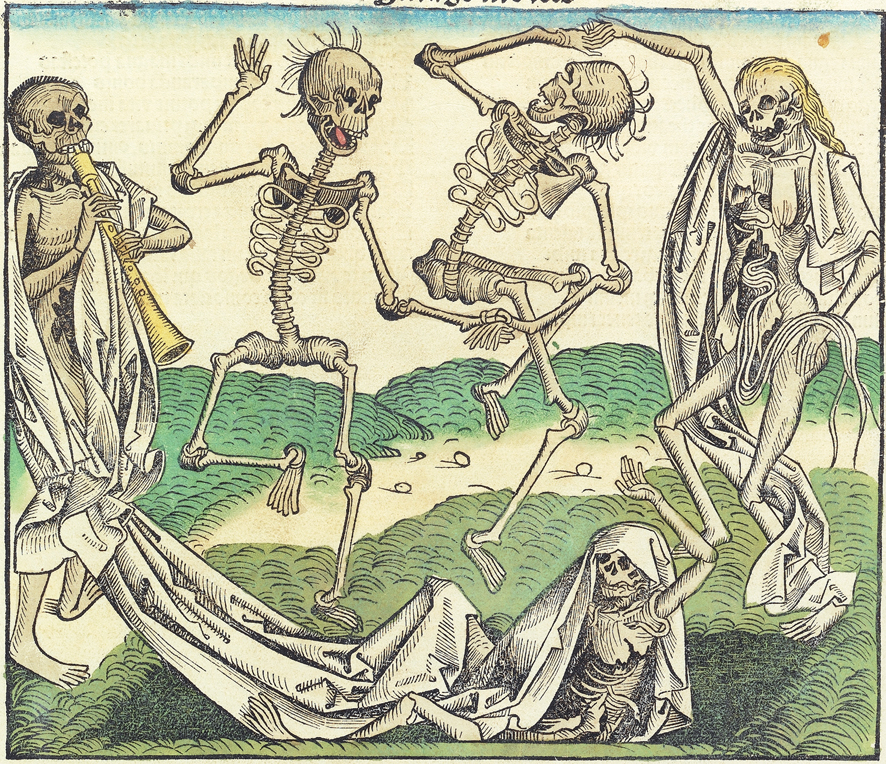
Norimberská kronika, (imago mortis)

## Dílo

### Dřevořezy
Wolgemut ve své době pozvedl v Německu řemeslný standard. Jeho dřevořezy využívaly pokroku ve zpracování rytin a jsou významné pro jejich svěží a obratné využití ke znázornění objemu a stínování. Nejlepší tisky byly prodávány samostatně a kolorovány. Dodávky dřevořezů vydavatelům knih v Norimberku podle Wolgemutových kresebných návrhů představovaly významnou část produkce dílny. Později byly poněkud přehlíženy, protože Dürerovy dřevořezy je umělecky překonaly.
Dvě velké a bohatě ilustrované knihy, vydané tehdy největším německým vydavatelstvím Anton Koberger v Norimberku, využily dřevoryty Wolgemuta a Wilhelma Pleydenwurffa. První z nich byla Schatzbehalter der wahren Reichthumer des Heils (1491), druhá Schedelova Historia mundi (též Liber Chronicarum, Buch der Kroniken, 1493), známá jako Norimberská kronika, ceněná právě pro pozoruhodný soubor celkem 1809 živých ilustrací. Wolgemut a Pleydenwurff dostali první objednávku ilustrací v letech 1487-88 a další objednávku na uspořádání textu a ilustrace v prosinci 1491. Je pravděpodobné, že autorsky se na knize podílel i mladý Albrecht Dürer. Roku 1492 dokonce smlouva stanovila, že nakladatel Koberger uskladní dřevoryty v zamčené místnosti. Frontispis knihy z roku 1490 je ve sbírkách British Museum. Některé dvoustránkové dřevoryty mají rozměr 34,2 x 50 cm. Jak bylo obvyklé, mnohé listy s vyobrazením měst, bitev nebo králů byly užity v knize vícekrát s nepatrně obměněným textem. Mezi vedutami evropských měst je také nejstarší známý pohled na Prahu (dřevořez 19x53 cm).

### Malba
Je pravděpodobné, že Wolgemut jako tovaryš cestoval do Flander. Jeho obrazy vykazují vliv Rogier van der Weydena, Dierica Boutse a Alberta van Ouwatera. Nejstarší známé Wolgemutovo dílo je retábl složený ze čtyř panelů, datovaný 1465, nyní ve sbírce Mnichovské pinakotéky. Roku 1479 vytvořil oltář pro kostel Pany Marie ve Zwickau a obdržel vysokou odměnu 1400 guldenů. Jedním z jeho největších děl byl velký retábl, složený z množství desek zobrazujících lokální světce a určený pro augustiniánský klášter v Norimberku, který je nyní uložen v muzeu.
Roku 1501 obdržel Wolgemut velkou zakázku na výzdobu radnice v Goslaru, která sestávala z deskových obrazů na strop a závěsných obrazů temperou na plátně. Wolgemut byl velmi ceněn jako portrétista a dodnes je uznáván pro realistické ztvárnění a detailní propracování svých obrazů.
Jednou z jeho posledních prací, doloženou smlouvou, je retábl ve Schwabachu, dokončený roku 1508.

### Známá díla Michaela Wolgemuta
- 1479 Oltář, Marienkirche Zwickau
- 1485 Oltář, Lorenzkirche Nürnberg
- Oltář, Stadtkirche Schwabach St. Johannes des Täufers und St. Martin, Schwabach
- Oltář, St. Andreaskirche, Weißenburg
- Peringsdörfer Altarpiece, Friedenskirche Nürnberg
- Portrét Levinus Memminger, Museo Thyssen-Bornemisza, Madrid[6]
- Portrét Ursula Tucher, Schloss Willhelmshöhe, Kassel
- Portrét mladého muže, Detroit Institute of Fine Arts
- 1493 dřevořezy v Liber Chronicarum (Norimberská kronika)

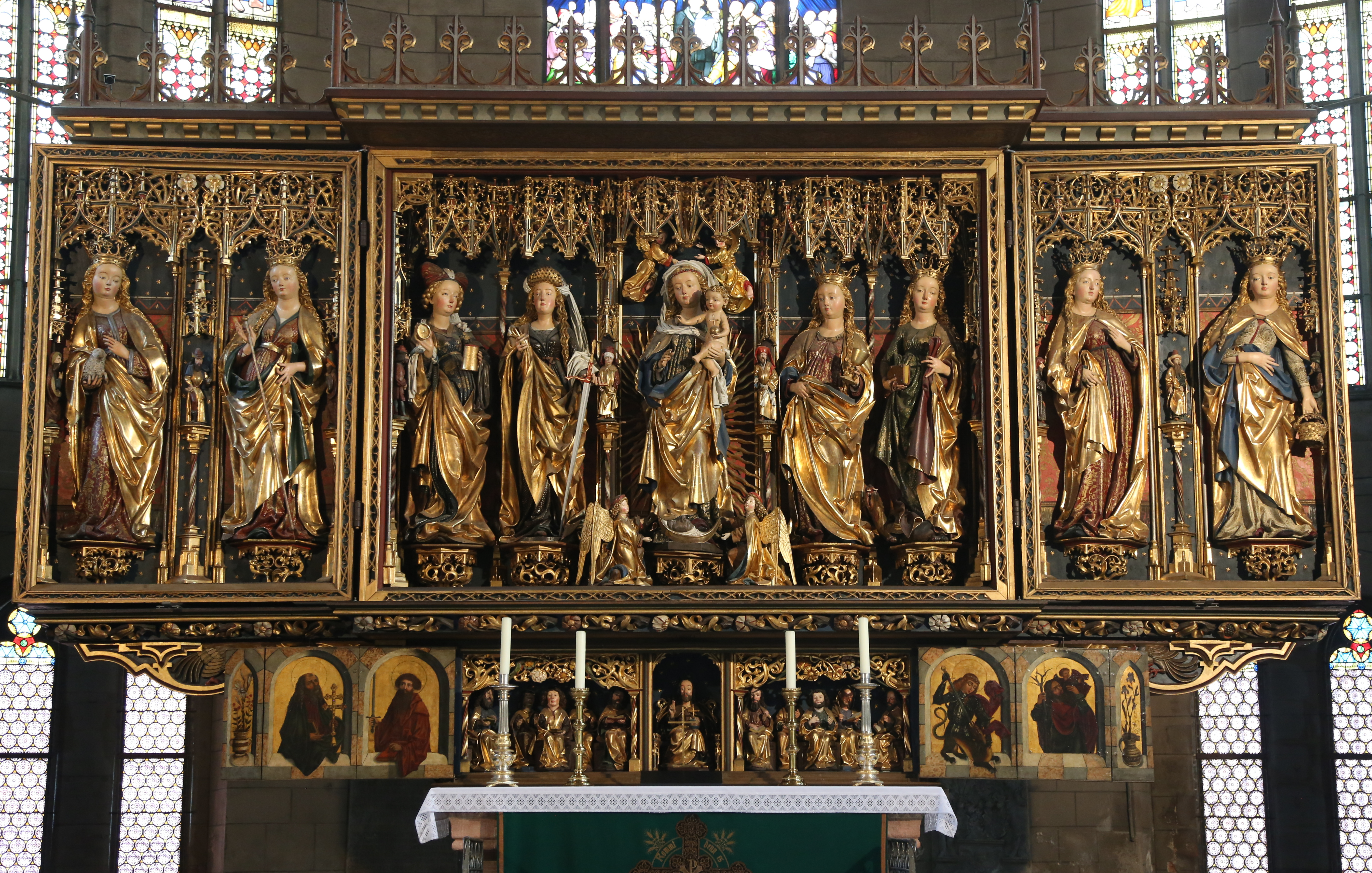
Michael Wolgemut - Oltář, Zwickau Marienkirche (1479)
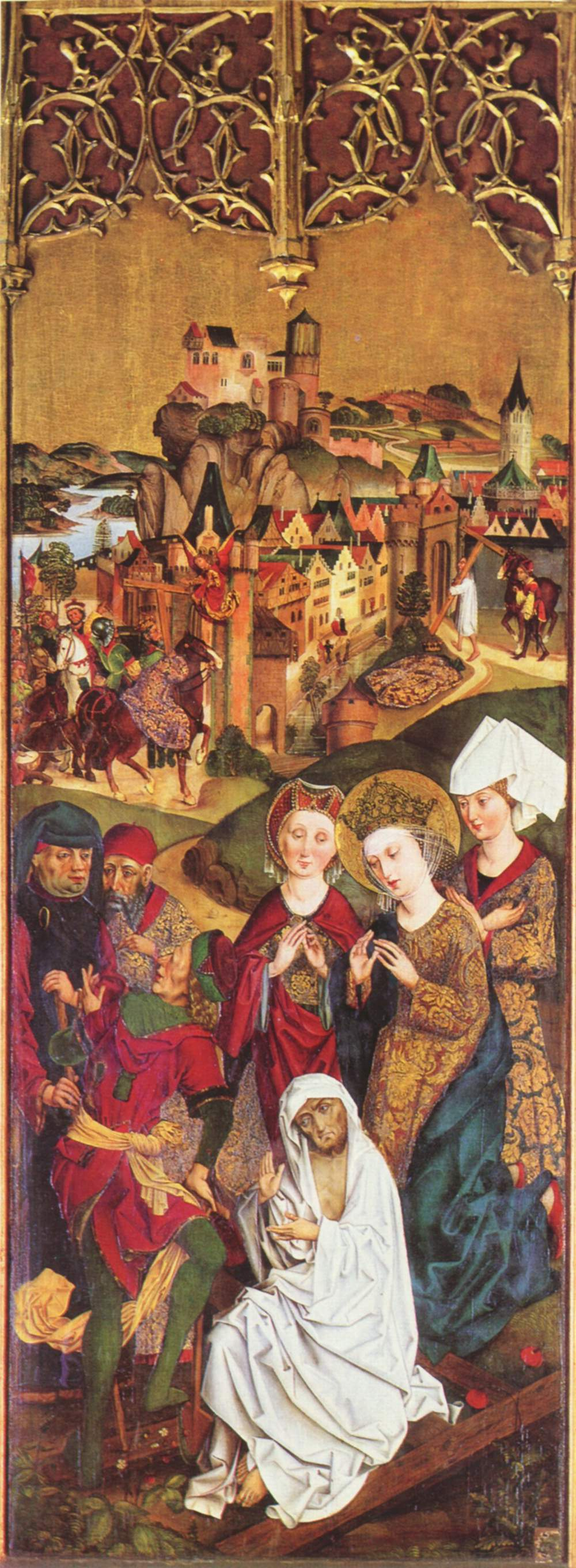
Michael Wolgemut - Kateřinský oltář, křídlo, Lorenzkirche, Norimberk (1485)
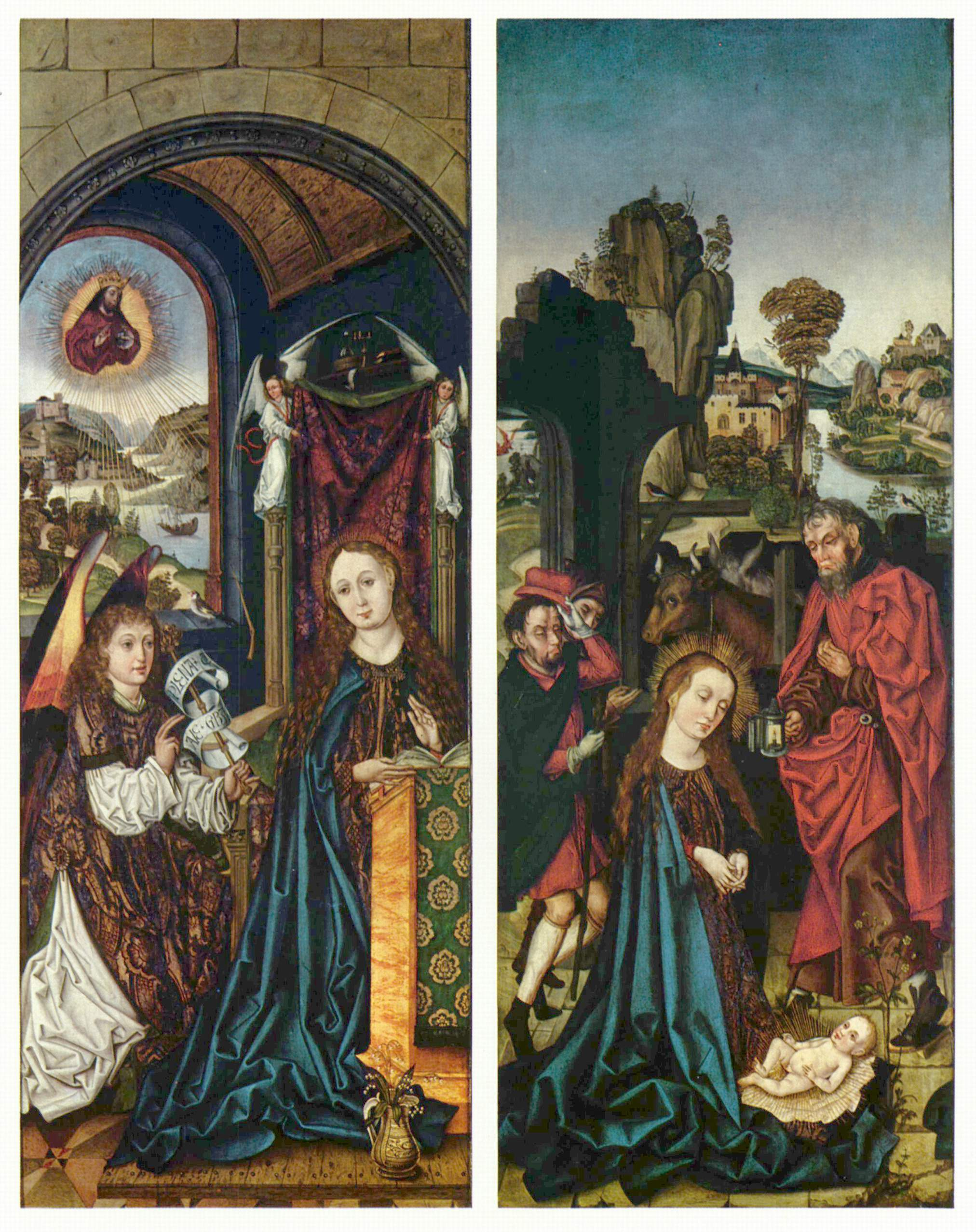
Michael Wolgemut - Peringsdörfer Altarpiece, Friedenskirche Nürnberg (1490)
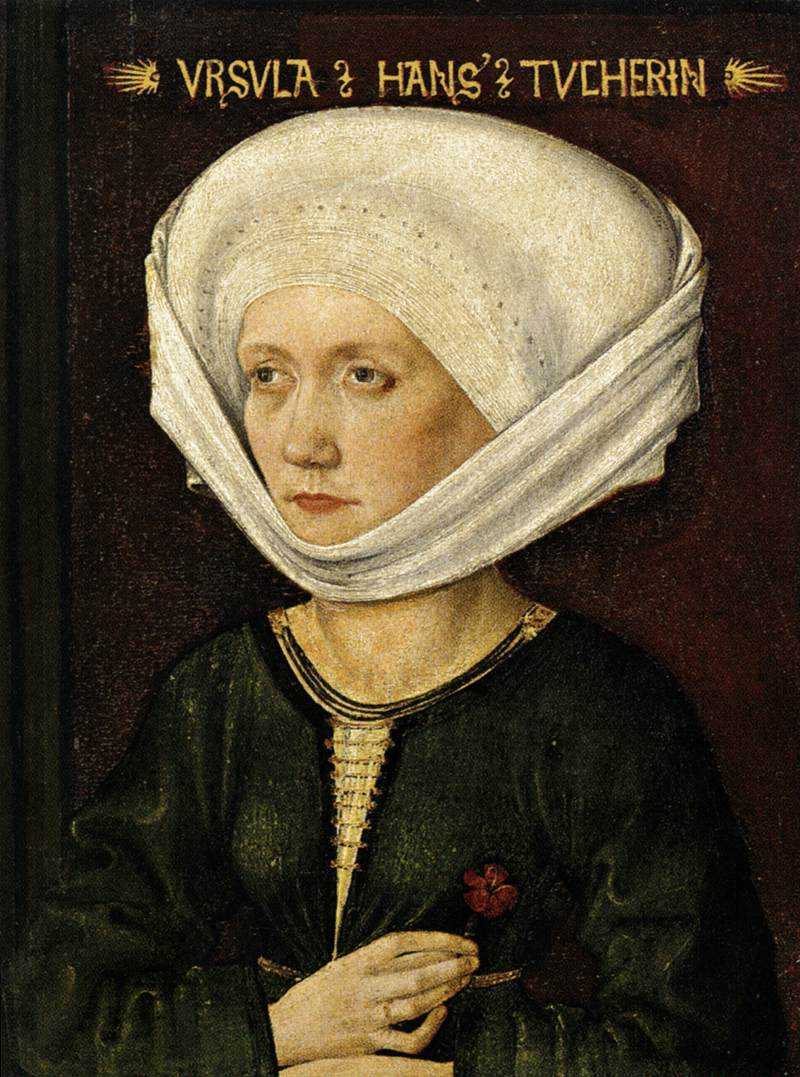
Michael Wolgemut - Portrét Ursuly Tucher